# Никълъс Трокмортън
Сър Никълъс Трокмортън (на английски: Sir Nicholas Throckmorton, c. 1515/1516 – 12 февруари 1571) е английски дипломат и политик, който е посланик във Франция и играе ключова роля в отношениеята между Елизабет I и Мери Стюарт.

## Ранни години
Никълъс Трокмортън се запознава с младата лейди Елизабет, когато служи в домакинството на Катрин Пар и новия ѝ съпруг Томас Сиймур, и става близък довереник. В младостта си е положително настроен към протестантската Реформация.
След екзекуцията на Томас Сиймур през 1549 г. и свалянето на Едуард Сиймур през същата година Трокмортън успява да се дистанцира от тези афери и в крайна сметка влиза в кръга на Джон Дъдли и става довереник на крал Едуард VI.
Той е член на парламента от 1545 до 1567 г., първоначално като представител от Дивайзис (пост, заеман преди това от брат му Клемънт Трокмортън). По време на царуването на Едуард VI се ползва с добра репутация пред регентите.
През 1547 г. присъства при битката при Пинки Клуг по време на нашествието в Шотландия. Посветен е в рицарско звание през 1551 и титлата включва много привилегии, включително земевладелски права, които му осигуряват финансова сигурност. Подковчежник на Кралския монетен двор от 1549 до 1552 г.

## Тюдорови наследявания
След смъртта на Едуард VI през 1553 г., по време на краткотрайното царуване на кралица Джейн Грей, Трокмортън се опитва да поддържа контакти с нейните поддръжници и с поддръжниците на Мери Тюдор. В крайна сметка той започва да подкрепя втората.
През януари 1554 обаче е заподозрян в съучастие в бунта на Уайът и е арестуван. По-късно историци подозират, че е участвал заради протестантството си или заради тревогата си от растящото испанско влияние в двора.
Срещу Трокмортън започва дело в Гилдхол, Лондон на 17 април през същата година. Той успява да убеди съдебните заседатели в невинността си. Сред съдиите е сър Роджър Чолмли, който се опитва да впечатли католичката Мери. В резултат на това съдът глобява и затваря съдебните заседатели и изпраща Трокмортън в Кулата. Когато е освободен през следващата година, той бяга в изгнание във Франция. Макар че има хора, които искат отново да го изправят пред съда, той е помилван през 1557 и е нает от кралица Мери за дипломатическа работа.

## Двор на Елизабет

### Посланик във Франция
След възкачването на Елизабет през ноември 1558 Трокмортън бързо израства заради личното си познанство с нея, изпращайки ѝ съвети за формирането на правителството ѝ. Тя следва някои от тези съвети. Той става Главен иконом и шамбелан на хазната и от май 1559 до април 1564 г. е посланик във Франция Трокмортън продължава да изпраща писма и послания със съвети към кралицата и тя често ги следва.
През тези години той също се запознава с Мери Стюарт. Той провежда преговорите след връщането ѝ в Шотландия и макар да подкрепя шотландската реформация, той става неин близък приятел, желаещ да ѝ помогне и да ѝ прави лични услуги.
Като посланик Трокмортън насърчава Елизабет да помогне на хугенотите, и тайно взема участие в религиозната война. Когато Трокмортън се връща във Франция от кратко посещение в Англия през 1560, лидерът на католиците Франсоа дьо Гиз го затваря като persona non grata. Гиз е убеден, е Трокмортън е участвал в Амбоазката конспирация, хугенотски заговор. Трокмортън по-късно отбелязва, че се е страхувал, че ще бъде убит, но по-късно е освободен и запазва поста си като посланик.
През 1562, когато във Франция започва да се ожесточава религиозното насилие, Трокмортън желае да подкрепи усилията за посредничество на Катерина Медичи. По-късно през 1562, когато хугенотският принц дьо Конде превзема Нюхейвън (днешен Хавър) през април, Трокмортън убеждава кралицата да изпрати военна помощ на хугенотите с така наречената Нюхейвънска експедиция. Английски войски стават гарнизон на Хавър през октомври 1562, но скоро се скарват с хугенотите. След преговорите, хугенотите се обръщат срещу англичаните. След избухването на епидемия от чума те трябва да се предадат на следващата година. Катерина Медичи обаче подозира схемите на Трокмортън, и когато Елизабет го изпраща да преговаря с нея през 1563, тя го поставя под домашен арест. Елизабет изпраща Томас Смит да уговори освобождаването му. Двамата мъже не се харесват и в определен момент почти стигат до ръкопашен бой, но Трокмортън в крайна сметка е освободен през 1564 г.

### Пратеник при Мери Стюарт
След връщането на Трокмортън в Англия кралицата го изпраща като посланик в Шотландия през май 1565 г. Мисията му е да предотврати женитба на кралица Мери с лорд Дарнли, но не успява. След убийството на Дарнли, Елизабет изпраща Трокмортън в Шотландия през юни 1567 г. Шотландските барони току-що са затворили кралица Мери и Елизабет пожелава бароните да възстановят Мери във властта ѝ. Самият Трокмортън препоръчва Елизабет да подкрепи бароните.
Трокмортън работи срещу собствения си съвет и има противоречиви заповеди от кралицата и от сър Уилям Сесил. Шотландските барони го познават като приятел на кралица Мери и привърженик на претенцията ѝ да наследи Елизабет, така че той е нежелан гост. Някои от посланията на Елизабет също оскърбяват бароните. Трокмортън се опитва да осигури личната безопасност на кралица Мери, но оскърбява Елизабет, когато показва инструкциите си на шотландските барони и през август е отзован.
През 1569 г. Трокмортън е заподозрян в участие в заговора на Томас Хауърд в полза на Мери и е затворен известен време в замъка Уиндзор. Трокмортън може погрешно да е смятал, че идеята на Хауърд би била в съответствие с желанията на кралицата. Срещу него не е заведено дело, но той не си възвръща доверието на кралицата след това.
Никълъс Трокмортън умира на 12 февруари 1571 и е погребан в църквата Сейнт Катрин, Олдгейт, където има негов паметник.